# Elecciones municipales de Chile de 1891
Las elecciones municipales de 1891 fueron convocadas por ley del 7 de septiembre de 1891 por la Junta de Gobierno y se verificaron el 18 de octubre de 1891. Los municipios electos asumieron su función el 10 de noviembre de dicho año.

## Alcaldías 1892-1894

### Listado de alcaldes electos
Listado de alcaldes elegidos en las principales ciudades del país.
| Municipio | Municipio    | Alcalde electo                                        |
| --------- | ------------ | ----------------------------------------------------- |
|           | Arica        | Nicasio Ruiz de Olavarría Partido Liberal             |
|           | Iquique      | Gumercindo Moya Boza Partido Radical                  |
|           | Antofagasta  | José Miguel Walker Partido Conservador                |
|           | La Serena    | Municipalidad suspendida                              |
|           | Coquimbo     | José Ravest y Bonilla Partido Liberal                 |
|           | Viña del Mar | Jorge Berger Ayala Partido Radical                    |
|           | Santiago     | Víctor Echaurren Valero Partido Liberal               |
|           | Rancagua     | Antonio Espiñeira Riesco Partido Conservador          |
|           | Talca        | Emilio Vergara y Echeverz Partido Liberal Democrático |
|           | Concepción   | Gregorio Burgos Figueroa Partido Radical              |
|           | Temuco       | Pedro Cartes Prádenas Partido Radical                 |
|           | Valdivia     | Juan Manuel Lorca y Lorca Partido Liberal             |
|           | Puerto Montt | Guillermo Gallardo Barria Partido Conservador         |